# Martí Ventolrà i Fort
Martí Ventolrà i Fort, també escrit com Vantolrà, (Barcelona, 16 de desembre de 1906 – Ciutat de Mèxic, 5 de juny de 1977) va ser un jugador de futbol, que va destacar en la posició d'extrem dret per la seva habilitat, velocitat i capacitat golejadora. A nivell anecdòtic, se l'identificava per portar sovint un mocador lligat al cap. Va ser internacional amb la selecció catalana i amb la selecció espanyola.

## Trajectòria
Començà a jugar de molt jove al Fort-pienc i després al Catalunya de les Corts. L'any 1924 va fitxar pel RCD Espanyol amb el qual va aconseguir un Campionat de Catalunya i una Copa d'Espanya l'any 1929, i va debutar com a internacional absolut amb la selecció espanyola. Va restar en el club blanc-i-blau fins a l'any 1930, quan va fitxar pel Sevilla FC. Tres anys després va tornar a Catalunya per fitxar pel FC Barcelona en el qual va estar 3 temporades guanyant 2 Campionats de Catalunya i participant per la selecció espanyola en la Copa del Món de 1934. El final de la seva etapa barcelonista va ser durant la gira que el club feia a Mèxic l'any 1937. Acabà la seva trajectòria esportiva a Mèxic, en restar-hi exiliat arran de la Guerra Civil espanyola, jugant amb el Club de Fútbol Atlante, al que també entrenà. El 1939 es casà amb Josefina, neboda del president de la República, Lázaro Cárdenas. Un dels seus fills, José, també va ser futbolista i va arribar a la internacionalitat per Mèxic i va disputar el Mundial del 1970 al seu país.

## Palmarès
- 1 Copa d'Espanya (1929) amb el RCD Espanyol
- 3 Campionats de Catalunya (1929) amb el RCD Espanyol i (1935,1936) amb el FC Barcelona